# 무작위장
확률론과 통계학에서 무작위장(영어: random field 랜덤 필드[*])은 임의의 영역(보통 {\displaystyle \mathbb {R} ^{n}}과 같은 다차원 공간)에서 정의된 무작위 함수이다. 즉, 각 점 {\displaystyle x\in \mathbb {R} ^{n}} (또는 다른 정의역)에서 임의의 값을 취하는 함수 {\displaystyle f(x)}이다. 또한 이는 첨자 집합에 어떤 제한이 있는 확률 과정의 동의어로 보기도 한다. 즉, 현대 정의에 따르면 무작위장은 기본 매개변수가 더 이상 실수 또는 정수일 필요가 없고 대신 다차원 벡터 또는 다양체의 점일 수 있다.
가장 기초적으로, 값들이 분산된 경우, 무작위장은 그 지표가 n 차원 공간으로 사상된 무작위 숫자들의 목록이다. 무작위장의 값들은 보통 공간적으로 한가지 또는 그 밖의 방법으로 상호 관련되어 있다. 가장 기초적인 형태에서, 이것은 아마도 밀접한 값들(즉, 밀접한 지표를 갖는 값)이 그들이 그 이상 떨어져 있는 값들만큼 구분되지 않는다는 것을 의미할 것이다. 무작위장에서 모델링된 많은 다양한 유형들인 공분산 구조의 예이다. 더욱 일반적으로, 그 값들은 연속적인 영역에 대해 정의되어있고, 무작위장은 아마도 함수화된 확률변수로서 생각될 수 있다.
보다 일반적으로 각 값 {\displaystyle X_{i}}은 연속적인 정의역에 대해 정의될 수 있다. 더 큰 격자에서는 위에서 설명한 대로 무작위장를 "함수 값" 확률 변수로 생각하는 것이 유용할 수도 있다. 예를 들어 양자장론에서 함수 공간에 걸쳐 임의의 값을 취하는 확률 범함수를 고려한다(파인만 적분 참조).

## 정의
확률공간 {\displaystyle (\Omega ,{\mathcal {F}},P)}가 주어졌을 때, {\displaystyle X}에 값을 갖는 무작위장 {\displaystyle F}는 각 위상 공간 {\displaystyle T}의 점에 대하여 X에 값을 갖는 확률변수 {\displaystyle F_{t}}을 대응시키는 함수이다.
{\displaystyle \{F_{t}:t\in T\}}
즉, 무작위장 F는 다음과 같은 각 {\displaystyle F_{t}}이 X-값 확률변수인 집합이다.
마르코프 무작위장, 기브스 무작위장, 조건부 무작위장, 가우스 무작위장 등의 여러 종류의 무작위장이 존재한다.

## 응용
자연 과학 현상을 모델링 할 때 응용하는 경우 무작위장의 값은 공간적으로 상관되는 경우가 많다. 예를 들어, 인접한 값(즉, 인접한 인덱스가 있는 값)은 더 멀리 떨어져 있는 값만큼 다르지 않다. 이는 공분산 구조의 한 예이며, 다양한 유형이 무작위장에서 모델링될 수 있다. 한 가지 예는 때때로 가장 가까운 이웃 상호 작용이 모델을 더 잘 이해하기 위한 단순화로만 포함되는 이징 모델이다.
무작위 장의 일반적인 용도는 컴퓨터 그래픽, 특히 물과 땅 과 같은 자연적 표면을 모방하는 그래픽 생성에 있다. 무작위장은에서와 같이 지하 모델에도 사용되었다.
신경과학, 특히 PET 또는 fMRI를 사용한 작업 관련 기능적 뇌 영상 연구에서 무작위장의 통계 분석은 실제로 중요한 활성화가 있는 영역을 찾기 위한 다중 비교 수정에 대한 일반적인 대안 중 하나이다.
이는 기계 학습에도 사용된다( 그래픽 모델 참조).

## 텐서 값 무작위장
무작위장은 자연적으로 공간적으로 변하는 특성에 해당하는 몬테카를로 방법을 통해 자연적 과정을 연구하는 데 유용하다. 이로 인해 텐서 값 무작위장이 발생한다. 여기서 중요한 역할은 속성의 평균을 계산할 수 있는 공간 상자인 통계적 부피 원소 (SVE)에 의해 수행된다. SVE가 충분히 커지면 그 특성은 결정론적이 되고 결정론적 연속체 물리학의 대표 체적 원소 (RVE)를 복구한다. 연속체 이론에 나타나는 두 번째 유형의 무작위장은 종속량(온도, 변위, 속도, 변형, 회전, 물체 및 표면력, 응력 등)의 무작위장이다.

## 같이 보기
- 공분산
- 확률 과정

## 참고 문헌
- Besag, J. E. "Spatial Interaction and the Statistical Analysis of Lattice Systems", Journal of Royal Statistical Society: Series B 36, 2 (May 1974), 192-236.
- Adler, RJ & Taylor, Jonathan (2007). 《Random Fields and Geometry》. Springer. ISBN 978-0-387-48112-8.
- Khoshnevisan (2002). 《Multiparameter Processes - An Introduction to Random Fields》. Springer. ISBN 0-387-95459-7.